# منبع (تطوير البرمجيات)
في تطوير البرمجيات، المنبع يشير إلى مطور أو كاتب البرنامج/البرامج الأصلي التي تُوزَّع كشيفرة مصدرية، ومؤهل مخول بإصلاح الخلل أو التصحيح. على سبيل المثال، يقدَّم التصحيح  المرسل إلى أعلى الكتاب للمؤلفين الأصليين أو مشرفي البرنامج. في حالة القبول، سيدرج المؤلفون أو المشرفون التصحيح في برامجهم، إما على الفور أو في إصدار مستقبلي. في حالة الرفض، سيتعين على الشخص الذي أرسل التصحيح أن يحتفظ بتوزيعه الخاص لبرنامج المؤلف. تختلف المنابع فيما بينها في الاستقرار وفي آلية الإصدار وطريقة التوصيل ومسار الترقية.
يسمح تطوير المنبع للتوزيعات الأخرى بالاستفادة منه عند استلام الإصدار المستقبلي. بعض المنابع هو مجرد مطور فرد عشوائي على الإنترنت له حساب على github وهو يطور البرنامج وحيدًا مع نفسه. والبعض الآخر هو شركة عريقة تطور البرنامج داخليًّا بشكل منغلق. والبعض تكون إدارة المشروع بيد مؤسسة أو مجموعة منفتحة على عدة شركات وتقدم مصلحة المشروع على مكاسب أي من تلك الشركات. يتعلق المصطلح أيضًا بالأخطاء؛ ويقال أن المسؤولية عن الخلل تكون في المنبع عندما لا يكون سببها إحمال التوزيع أو التعديلات في غير المنبع.